# Umbellozetes petrovae
Umbellozetes petrovae är en kvalsterart som först beskrevs av Golosova och Karppinen 1984.  Umbellozetes petrovae ingår i släktet Umbellozetes och familjen Tegoribatidae. Inga underarter finns listade i Catalogue of Life.